# Élections législatives nigériennes de 1993
Les élections législatives nigériennes de 1993 ont lieu le 14 février 1993 afin d'élire les membres de l'Assemblée nationale du Niger.
Il s'agit des premières élections depuis la restauration du multipartisme avec la promulgation de la nouvelle Constitution, approuvé par référendum en décembre 1992.
Les résultats donnent le Mouvement national pour la société de développement (MNSD), l'ancien parti unique au pouvoir arrivée en tête avec 29 des 83 sièges. Plusieurs partis d'opposition coalisés à la suite du scrutin au sein de l'Alliance des forces de changement (AFC) remporte cependant 50 sièges à eux seuls. Le taux de participation est de 32,7 %.

## Système électoral
Le Niger est doté d'un parlement monocaméral, l'Assemblée nationale composée de 83 sièges pourvus pour cinq ans, dont 75 au scrutin proportionnel plurinominal dans huit circonscriptions de 4 à 14 sièges correspondant aux sept régions du Niger plus la capitale Niamey. Après décompte des voix, les sièges sont répartis sur la base du quotient de Hare et de la règle du plus fort reste. À ce total s'ajoutent huit sièges réservés aux minorités nationales pourvus au scrutin uninominal majoritaire à un tour au sein de circonscriptions basées sur les régions.

## Résultats

### Résultats nationaux
| Parti                    | Parti                                                               | Voix      | %     | +/-   | Sièges | +/-           |
| ------------------------ | ------------------------------------------------------------------- | --------- | ----- | ----- | ------ | ------------- |
|                          | Mouvement national pour la société de développement (MNSD)          | 383 921   | 30,65 | 68,87 | 29     | 64            |
|                          | Convention démocratique et sociale (CDS)                            | 341 849   | 27,29 | Nv    | 22     | 22            |
|                          | Alliance nigérienne pour la démocratie et le progrès (ANDP)         | 193 967   | 15,48 | Nv    | 11     | 11            |
|                          | Parti nigérien pour la démocratie et le socialisme (PNDS)           | 183 150   | 14,62 | Nv    | 13     | 13            |
|                          | Union des forces populaires pour la démocratie et le progrès (UDFP) | 39 271    | 3,13  | Nv    | 2      | 2             |
|                          | Union des patriotes démocrates et progressistes (UPDP)              | 36 203    | 2,89  | Nv    | 2      | 2             |
|                          | Parti progressiste nigérien (PNN-RDA)                               | 32 615    | 2,60  | Nv    | 2      | 2             |
|                          | Parti pour le socialisme et la démocratie au Niger (PSDN)           | 18 661    | 1,49  | Nv    | 1      | 1             |
|                          | Parti des masses pour le travail (PMT)                              | 15 446    | 1,23  | Nv    | 0      | en stagnation |
|                          | Mouvement pour la démocratie et le progrès (MDP)                    | 5 967     | 0,48  | Nv    | 0      | en stagnation |
|                          | Parti pour l'unité nationale et la démocratie (PUND)                | 1 153     | 0,09  | Nv    | 0      | en stagnation |
|                          | Union pour la démocratie et le progrès social (UDPS)                | 463       | 0,04  | Nv    | 1      | 1             |
|                          |                                                                     |           |       |       |        |               |
| Votes valides            | Votes valides                                                       | 1 252 666 | 95,76 |       |        |               |
| Votes blancs et nuls     | Votes blancs et nuls                                                | 55 429    | 4,24  |       |        |               |
| Total                    | Total                                                               | 1 308 095 | 100   | –     | 83     | 10            |
| Abstentions              | Abstentions                                                         | 2 688 118 | 67,27 |       |        |               |
| Inscrits / participation | Inscrits / participation                                            | 3 996 213 | 32,73 |       |        |               |

### Résultats par région
| Parti | Parti         | Régions | Régions | Régions | Régions | Régions | Régions | Régions   | Régions |
| Parti | Parti         | Agadez  | Diffa   | Dosso   | Maradi  | Niamey  | Tahoua  | Tillabéri | Zinder  |
| ----- | ------------- | ------- | ------- | ------- | ------- | ------- | ------- | --------- | ------- |
|       | MNSD          | 3       | 3       | 2       | 3       | 2       | 5       | 9         | 2       |
|       | CDS           | 1       | 0       | 2       | 5       | 1       | 3       | 1         | 9       |
|       | ANDP          | 0       | 0       | 4       | 1       | 1       | 1       | 4         | 0       |
|       | PNDS          | 1       | 1       | 1       | 2       | 0       | 5       | 1         | 2       |
|       | Autres partis | 0       | 1       | 1       | 3       | 0       | 0       | 1         | 2       |
| Total | Total         | 5       | 5       | 10      | 14      | 4       | 14      | 16        | 15      |